# Patro Eisden Maasmechelen
Ne pas confondre avec le KVV Verbroedering Maasmechelen, un autre club de football basé à Maasmechelen.
Maillots
Actualités
Dernière mise à jour : 5 mars 2025.
Le Koninklijke Patro Eisden Maasmechelen est un club belge de football basé à Maasmechelen. Porteur du "matricule 3434", le club évolue en 2024-2025 en Challenger Pro League.

## Historique
- 1935 : fondation de PATRO EISDEN en 1935[1]
- 1942 : affiliation à l'URBSFA de PATRO EISDEN le 10/07/1942; le club reçoit le numéro matricule 3434
- 1992 : après obtention du titre de Société Royale vers 08/01/1992, changement de dénomination de PATRO EISDEN (3434) en KONINKLIJKE PATRO EISDEN (3434) le 01/07/1992
- 1998 : changement de dénomination de KONINKLIJKE PATRO EISDEN (3434) en KONINKLIJKE MAASLAND MAASMECHELEN (3434) le 01/07/1998
- 2001 : changement de dénomination de KONINKLIJKE MAASLAND MAASMECHELEN (3434) en KONINKLIJKE PATRO MAASMECHELEN (3434) le 01/07/2001
- 2005 : Le club est mis en liquidation et devra commencer la saison suivante en Division 4. Changement de dénomination de KONINKLIJKE PATRO MAASMECHELEN (3434) en KONINKLIJKE PATRO EISDEN MAASMECHELEN (3434) le 01/07/2005

## Résultats dans les divisions nationales
Statistiques mises à jour le 3 décembre 2024 (terme de la saison 2023-2024)

### Palmarès
- 5 fois champion de Division 3
- 2 fois champion de Promotion et 1 fois de D2 Amateur

### Bilan
| Niv | Divisions     | Jouées | Titres | TM Up | TM Down |
| --- | ------------- | ------ | ------ | ----- | ------- |
| I   | 1re nationale | 1      | 0      |       |         |
| II  | 2e nationale  | 38     | 0      | 2     | 2       |
| III | 3e nationale  | 27     | 5      | 2     |         |
| IV  | 4e nationale  | 8      | 3      | 1     |         |
| V   | 5e nationale  | 0      | 0      |       |         |
|     |               |        |        |       |         |
|     | TOTAUX        | 74     | 8      | 5     | 2       |

- TM Up : test-match pour départager des égalités, ou toutes formes de Barrages ou de Tour final pour une montée éventuelle.
- TM Down : test-match pour départager des égalités, ou toutes formes de Barrages ou de Tour final pour le maintien.

### Classements saison par saison
| Ordre | Saison  | Nom du club                  | Niveau                     | Classement final | Remarques            |
| ----- | ------- | ---------------------------- | -------------------------- | ---------------- | -------------------- |
| 1     | 1950-51 | Patro Eisden                 | Promotion (D3) série C     | 3e/16            |                      |
| 2     | 1951-52 | Patro Eisden                 | Promotion (D3) série D     | 3e/16            |                      |
| 3     | 1952-53 | Patro Eisden                 | Division 3 série A         | 8e/16            |                      |
| 4     | 1953-54 | Patro Eisden                 | Division 3 série B         | 8e/16            |                      |
| 5     | 1954-55 | Patro Eisden                 | Division 3 série A         | 2e/16            | [ saisons 1 ]        |
| 6     | 1955-56 | Patro Eisden                 | Division 3 série B         | 1er/16           | Champion et promu    |
| 7     | 1956-57 | Patro Eisden                 | Division 2                 | 13e/16           |                      |
| 8     | 1957-58 | Patro Eisden                 | Division 2                 | 8e/16            |                      |
| 9     | 1958-59 | Patro Eisden                 | Division 2                 | 13e/16           |                      |
| 10    | 1959-60 | Patro Eisden                 | Division 2                 | 2e/16            | Promu                |
| 11    | 1960-61 | Patro Eisden                 | Division 1                 | 16e/16           | Relégué              |
| 12    | 1961-62 | Patro Eisden                 | Division 2                 | 9e/16            |                      |
| 13    | 1962-63 | Patro Eisden                 | Division 2                 | 7e/16            |                      |
| 14    | 1963-64 | Patro Eisden                 | Division 2                 | 6e/16            |                      |
| 15    | 1964-65 | Patro Eisden                 | Division 2                 | 11e/16           |                      |
| 16    | 1965-66 | Patro Eisden                 | Division 2                 | 10e/16           |                      |
| 17    | 1966-67 | Patro Eisden                 | Division 2                 | 13e/16           |                      |
| 18    | 1967-68 | Patro Eisden                 | Division 2                 | 5e/16            |                      |
| 19    | 1968-69 | Patro Eisden                 | Division 2                 | 10e/16           |                      |
| 20    | 1969-70 | Patro Eisden                 | Division 2                 | 15e/16           | Relégué              |
| 21    | 1970-71 | Patro Eisden                 | Division 3 série A         | 2e/16            |                      |
| 22    | 1971-72 | Patro Eisden                 | Division 3 série B         | 2e/16            | [ saisons 3 ]        |
| 23    | 1972-73 | Patro Eisden                 | Division 3 série A         | 3e/16            |                      |
| 24    | 1973-74 | Patro Eisden                 | Division 3 série A         | 5e/16            |                      |
| 25    | 1974-75 | Patro Eisden                 | Division 3 série B         | 1er/16           | Champion et promu    |
| 26    | 1975-76 | Patro Eisden                 | Division 2                 | 6e/16            |                      |
| 27    | 1976-77 | Patro Eisden                 | Division 2                 | 2e/16            | Tour final           |
| 28    | 1977-78 | Patro Eisden                 | Division 2                 | 15e/16           | Relégué              |
| 29    | 1978-79 | Patro Eisden                 | Division 3 série B         | 7e/16            |                      |
| 30    | 1979-80 | Patro Eisden                 | Division 3 série B         | 2e/16            |                      |
| 31    | 1980-81 | Patro Eisden                 | Division 3 série B         | 2e/16            | Rétrogradé           |
| 32    | 1981-82 | Patro Eisden                 | Promotion série C          | 1er/16           | Champion et promu    |
| 33    | 1982-83 | Patro Eisden                 | Division 3 série B         | 5e/16            |                      |
| 34    | 1983-84 | Patro Eisden                 | Division 3 série B         | 1er/16           | Champion et promu    |
| 35    | 1984-85 | Patro Eisden                 | Division 2                 | 11e/16           |                      |
| 36    | 1985-86 | Patro Eisden                 | Division 2                 | 7e/16            |                      |
| 37    | 1986-87 | Patro Eisden                 | Division 2                 | 11e/16           |                      |
| 38    | 1987-88 | Patro Eisden                 | Division 2                 | 3e/16            | Tour final           |
| 39    | 1988-89 | Patro Eisden                 | Division 2                 | 6e/16            |                      |
| 40    | 1989-90 | Patro Eisden                 | Division 2                 | 9e/16            |                      |
| 41    | 1990-91 | Patro Eisden                 | Division 2                 | 12e/16           |                      |
| 42    | 1991-92 | Patro Eisden                 | Division 2                 | 15e/16           | Relégué              |
| 43    | 1992-93 | K. Patro Eisden              | Division 3 série B         | 4e/16            |                      |
| 44    | 1993-94 | K. Patro Eisden              | Division 3 série B         | 1er/16           | Champion et promu    |
| 45    | 1994-95 | K. Patro Eisden              | Division 2                 | 14e/18           |                      |
| 46    | 1995-96 | K. Patro Eisden              | Division 2                 | 13e/18           |                      |
| 47    | 1996-97 | K. Patro Eisden              | Division 2                 | 12e/18           |                      |
| 48    | 1997-98 | K. Patro Eisden              | Division 2                 | 14e/18           |                      |
| 49    | 1998-99 | K. Maasland Maasmechelen     | Division 2                 | 12e/18           |                      |
| 50    | 1999-00 | K. Maasland Maasmechelen     | Division 2                 | 10e/18           |                      |
| 51    | 2000-01 | K. Maasland Maasmechelen     | Division 2                 | 13e/18           |                      |
| 52    | 2001-02 | K. Patro Maasmechelen        | Division 2                 | 18e/18           | Barrage              |
| 53    | 2002-03 | K. Patro Maasmechelen        | Division 2                 | 18e/18           | Barrage              |
| 54    | 2003-04 | K. Patro Maasmechelen        | Division 2                 | 8e/18            |                      |
| 55    | 2004-05 | K. Patro Eisden Maasmechelen | Division 2                 | 17e/18           | Rétrogradé           |
| 56    | 2005-06 | K. Patro Eisden Maasmechelen | Promotion série C          | 12e/16           |                      |
| 57    | 2006-07 | K. Patro Eisden Maasmechelen | Promotion série C          | 9e/16            |                      |
| 58    | 2007-08 | K. Patro Eisden Maasmechelen | Promotion série C          | 2e/16            | Tour final           |
| 59    | 2008-09 | K. Patro Eisden Maasmechelen | Promotion série C          | 9e/16            |                      |
| 60    | 2009-10 | Patro Eisden Maasmechelen    | Promotion série C          | 6e/16            |                      |
| 61    | 2010-11 | K. Patro Eisden Maasmechelen | Promotion série C          | 1er/16           | Champion et promu    |
| 62    | 2011-12 | K. Patro Eisden Maasmechelen | Division 3 série B         | 14e/18           |                      |
| 63    | 2012-13 | K. Patro Eisden Maasmechelen | Division 3 série B         | 3e/19            | Tour final           |
| 64    | 2013-14 | K. Patro Eisden Maasmechelen | Division 3 série B         | 3e/18            | Promu via tour final |
| 65    | 2014-15 | K. Patro Maasmechelen        | Division 2                 | 16e/18           | [ saisons 13 ]       |
| 66    | 2015-16 | K. Patro Maasmechelen        | Division 2                 | 15e/17           | Relégué              |
| 67    | 2016-17 | K. Patro Maasmechelen        | Division 1 Amateur         | 10e/16           |                      |
| 68    | 2017-18 | K. Patro Maasmechelen        | Division 1 Amateur         | 16e/16           | Relégué              |
| 69    | 2018-19 | K. Patro Maasmechelen        | Division 2 Amateur série B | 1re/16           | Champion et Promu    |
| 70    | 2019-20 | K. Patro Eisden Maasmechelen | Division 1 Amateur         | 5e/16            |                      |
| 71    | 2020-21 | K. Patro Eisden Maasmechelen | Nationale 1                | N/A              | Saison annulée!      |
| 72    | 2021-22 | K. Patro Eisden Maasmechelen | Nationale 1                | 6e/15            |                      |
| 73    | 2022-23 | K. Patro Eisden Maasmechelen | Nationale 1                | 1er/20           | Champion et Promu    |
| 74    | 2023-24 | K. Patro Eisden Maasmechelen | Division 1B                | 6e/16            |                      |
| 75    | 2024-25 | K. Patro Eisden Maasmechelen | Division 1B                | ... /16          |                      |